# Zenòbia
|  | Per a altres significats, vegeu «Zenòbia d'Armènia». |

Septímia Zenòbia (grec antic: Ζηνοβία, Zēnobía; arameu palmirià: , Btzby / Bat-Zabbai) (Palmira, ca. 240 – Tívoli, 274) fou reina de Palmira.
Va ser l'ànima del govern del seu marit Odenat, a la mort del qual (assassinat vers el 267 pel seu cosí Meoni, però amb el probable coneixement i aprovació de Zenòbia), va assolir el poder com a regent pel seu fillastre Vabalat (o pels seus propis fills Herennià i Timolau de Palmira, segons Trebel·li Pol·lió). Vestia com un soldat i dirigia les tropes; mantenia tota la pompa imperial i va tenir una administració lliberal i prudent. Gal·liè li va mantenir el reconeixement ja donat al seu marit.
El 268, Zenòbia es va revoltar contra Roma amb l'ajut del literat Dionís Cassi Longí; es va apoderar de Bostra i va intentar conquerir Antioquia. És possible que arribés fins a Egipte, però en tot cas la seva dominació fou efímera (uns mesos entre 269 i 270). Zenòbia va agafar el títol de reina de l'Est; va protegir literats (especialment Longí) i va portar Palmira al seu major grau de prosperitat.
La reina deia ser descendent dels reis macedonis d'Egipte, però algunes històries diuen que era una dona jueva. El domini de Zenòbia es va estendre a tot Síria i Mesopotàmia. Claudi II el Gòtic, successor de Gal·liè, enfrontat als gots, li va reconèixer el domini oriental (270), però després Luci Domici Aurelià va decidir posar fi a la seva dominació.
El 272, la va derrotar en dues batalles, l'una prop d'Antioquia i l'altra prop d'Emesa. Zenòbia es va retirar a Palmira i fou assetjada. Va demanar ajut als perses, que no li'n van enviar, i finalment va haver de fugir, però fou capturada a la vora de l'Eufrates per la cavalleria lleugera d'Aurelià. Coneguda la notícia, Palmira va capitular i fou tractada amb clemència, però Longí i alguns dels principals ciutadans foren executats.
Zenòbia va participar en el triomf de l'emperador, del qual després va esdevenir l'amant, i es va poder retirar a una vil·la a Tibur, on va morir anys després.